# Gregory Scott
Gregory Scott Frances, ou Gregory Scott (15 de dezembro de 1879) foi um ator britânico da era do cinema mudo.

## Filmografia selecionada
- Enoch Arden (1914)
- The Harbour Lights (1914)
- Lawyer Quince (1914)
- The Answer (1916)
- The Ware Case (1917)
- Not Negotiable (1918)
- A Great Coup (1919)